# ドローレス・フェルナンデス・オチョア
ドローレス・フェルナンデス・オチョア（Dolores Fernández Ochoa、1966年11月16日 - ）はスペインの元アルペンスキー選手。マドリード生まれ、マドリード州北部グアダラマ山脈に位置するセルセディーリャ（Cercedilla）で育った。1980年代後半から1990年代前半に活躍した。 
スペインを代表するスキーファミリー、フェルナンデス・オチョア家の一員で兄フランシスコ、姉ブランカはともにオリンピックメダリストである。
1984年サラエボオリンピック代表に17歳で出場したが、大回転は2本目、回転は1本目で途中棄権となった。